# NGC 1712
NGC 1712 ist die Bezeichnung eines offenen Sternhaufens im Sternbild Dorado am Südsternhimmel.
Das Objekt wurde am 24. September 1826 vom schottischen Astronomen James Dunlop entdeckt.